# Grand Prix d'Isbergues féminin
Le Grand Prix d'Isbergues féminin est une course cycliste féminine française. Créée en 2018, elle a lieu le même jour que la course masculine. Elle intègre le  calendrier en catégorie 1.2 en 2018.
Pour des raisons budgétaires, la course n'a pas lieu en 2025.

## Palmarès
| Année | Vainqueur         | Deuxième         | Troisième                 |                  |
| ----- | ----------------- | ---------------- | ------------------------- | ---------------- |
| 2018  | Lauren Kitchen    | Roxane Fournier  | Pascale Jeuland-Tranchant |                  |
| 2019  | Christine Majerus | Clara Copponi    | Pascale Jeuland-Tranchant |                  |
| 2020  | Chloe Hosking     | Chiara Consonni  | Lauren Kitchen            |                  |
| 2021  | Charlotte Kool    | Elisa Balsamo    | Amber van der Hulst       |                  |
| 2022  | Chiara Consonni   | Clara Copponi    | Maria Giulia Confalonieri |                  |
| 2023  | Valentine Fortin  | Jade Wiel        | Simone Boilard            |                  |
| 2024  | Maaike Boogaard   | Victoire Berteau | Alba Teruel               |                  |
| 2025  | annulé/abandonné  | annulé/abandonné | annulé/abandonné          | annulé/abandonné |